# 赵发生
赵发生（1915年4月6日—2011年4月25日），江西省寻乌县人，中华人民共和国政治人物。
早年参加中国工农红军。担任红军总政治部文印科长，参加了反围剿战役和长征。1936年底，进入抗日军政大学第二期学习。抗战时期，担任军委秘书厅秘书处处长，中央管理局经建处处长。第二次国共内战时期，历任冀察热辽贸易公司经理、热辽南下干部大队副政委兼东北财委热辽临时办事处主任。中华人民共和国成立后，担任江西省人民政府工商厅厅长、商业厅厅长兼省财经委员会副主任，中南行政委员会商业局局长，后升任粮食部副部长，商业部副部长。2011年去世。